# Guida generale degli Archivi di Stato italiani
La Guida generale degli Archivi di Stato italiani è una guida, patrocinata a suo tempo dal Ministero dell'Interno e poi dal Ministero dei Beni Culturali quando gli archivi passarono sotto questo nuovo ministero nel 1975, progettata per essere da modello nella descrizione dei vari Archivi di Stato italiani sparsi sul territorio nazionale. Attualmente, i quattro volumi sono digitalizzati e visitabili sul sito della Direzione Generale Archivi.

## Storia

### Il progetto di Casanova
Il padre dell'archivistica italiana e direttore dell'Archivio di Stato di Roma Eugenio Casanova (1867-1951), nel 1911 tentò di creare una guida generale degli Archivi di Stato del Regno d'Italia attraverso la pubblicazione de L’Ordinamento delle carte degli Archivi di Stato italiani. Manuale storico archivistico. Per la realizzazione di quest'opera, Casanova aveva richiesto ad ogni singolo direttore la descrizione non solo del soggetto conservatore (ossia dell'Archivio di Stato in questione), ma anche dei fondi ivi conservati: il risultato, però, fu che i vari direttori inviarono al Casanova una propria relazione basata su criteri espositivi personali, non permettendo quindi quella fluidità e omogeneità organizzativa che si richiedeva per tale lavoro.

### Dal 1966 al 1994
Il progetto che portò alla stesura dell'attuale Guida generale iniziò nel 1966, allorché fu emessa una circolare del Ministero dell'Interno per la redazione della Guida Generale. Lo scopo, come ha evidenziato Claudio Pavone:
(Pavone)
La redazione centrale, formata da Claudio Pavone, Piero D’Angiolini e Paola Carucci, coordinò questo progetto nato con la finalità di descrivere non solo i vari Archivi di Stato, ma anche di osservarne lo stato dopo la Seconda guerra mondiale e di dare quindi un panorama il più ampio possibile dei fondi in essi conservati e di operare degli interventi ove fosse necessario. Tra il 1981 e il 1994, dunque, attraverso anche la collaborazione di «oltre 300 archivisti di tre generazioni» furono pubblicati quattro volumi cartacei che, dal 1998 al 2000, sono stati digitalizzati con l'ausilio del software Optical Character Recognition (OCR). Dall'inizio del III millennio questi volumi sono consultabili e scaricabili dal sito della Direzione generale Archivi.

## Strutturazione
Il primo volume parla dell’ACS (acronimo per Archivio Centrale dello Stato), mentre gli altri vedono gli altri archivi di Stato italiani in rigoroso ordine alfabetico. Per ogni Istituto di conservazione sono indicati l'indirizzo, i contatti telefonici e postali, i servizi annessi, i dati globali e quelli riassuntivi dell'Istituto e dei fondi in essi conservati. Per quanto riguarda i fondi, questi sono raggruppati in tre partizioni:
1. Archivi di organi e istituti statali preunitari: ossia tutti quei fondi riguardanti le magistrature statali e non preesistenti all'Unità d'Italia in quel determinato territorio.
2. Archivi di organi postunitari: ossia tutti quei fondi che sono nati dal versamento negli Archivi di Stato dei documenti provenienti dagli organi periferici statali quali prefettura, questura, pretura, tribunali, etc.
3. Fondi di istituti non statali o non periodizzabili: si parla di fondi versati tramite l'istituto del comodato, della cessione o della donazione da parte degli enti privati oppure di quelle collezioni o miscellanee create prima che venissero stabiliti i criteri organizzativi per l'ordinamento dei singoli fondi (tipo i 'Catasti, notai e archivi non statali' nell'Archivio di Stato di Milano).

Ogni fondo viene descritto attraverso la seguente nomenclatura: 
1. Denominazione che corrisponde al soggetto produttore.
2. Consistenza.
3. Estremi cronologici della documentazione.
4. Mezzi di corredo.
5. Notizie storico-istituzionali e/o notizie biografiche sul soggetto (o soggetti) produttori del fondo.
6. Notizie storico-archivistiche sulla modalità di nascita del fondo.